# Michael Coleman (Maler)
Michael Blaine Coleman (* 25. Juni 1946 in Provo, Utah) ist ein US-amerikanischer Maler und Bildhauer.

## Leben
Coleman lebt und arbeitet in seiner Heimatstadt. Sein Studium absolvierte er an der dortigen Brigham Young University. Wesentliche Einflüsse auf sein künstlerisches Schaffen nahmen die Werke von Albert Bierstadt, Thomas Moran, George Inness, Carl Rungius und ähnlicher Künstler.
In seinen Werken setzt er sich auch mit der Zeit des Wilden Westens auseinander, insbesondere mit den Indianern Nordamerikas. Zudem ist er bekannt für seine Großwild-Bronzeskulpturen und -Ölgemälde vorwiegend afrikanischer Tiere. Der Stil seiner in den späten 1960er und frühen 1970er Jahren entstandenen Landschaftsgemälde wird in Painters of the Wasatch Mountains als „Neo-Barbizon“ beschrieben. Dort ist auch zu erfahren, dass er der erste Künstler Utahs war, der seinen Lebensunterhalt durch den Verkauf seiner Bilder bestreiten konnte.
Einzelne Werke wurden von den Auktionshäusern Christie’s und Sotheby’s versteigert. Colemans Werke befinden sich in den Beständen bekannter Museen und privater Sammlungen und waren im Rahmen weltweiter Ausstellungen zu sehen. Coleman erhielt zahlreiche Auszeichnungen.